# Heiliger Synod
Der Heilige Synod ist ein ständiges Gremium (Organ), das sich an der Spitze der orthodoxen Kirchen befindet. In deutschen Texten findet sich auch die Femininum-Form die Heilige Synode. Das griechische Wort συνόδος ist trotz der üblicherweise männlichen Endung -ος grammatisch feminin, das entsprechende russische Wort Синод dagegen maskulin.
Der Synod hatte bzw. hat in den orthodoxen Kirchen, vor allem den kanonischen, folgende Besonderheiten:
- Der Heiligste Dirigierende Synod bezeichnete die Russisch-orthodoxe Kirchenführung Russlands. Er wurde durch Peter I. im Januar 1721 als Ersatz für das von ihm abgeschaffte Moskauer Patriarchat eingerichtet.[1] Er wurde mit der Oktoberrevolution 1917 abgeschafft und ging in ein (machtloses) Patriarchat über.

- Heute ist der Heilige Synod in der russischen wie in anderen orthodoxen Kirchen das Regierungsorgan, das die Entscheidungen zwischen den Bischofssynoden trifft. Zum Heiligen Synod der Russisch-Orthodoxen Kirche gehören der Patriarch von Moskau und ganz Russland sowie 13 weitere Bischöfe, von denen sieben ständig und sechs zeitweise dem Gremium angehören.

- Der Heilige Synod ist auch Führungsorgan der Armenischen Apostolischen Kirche und Georgischen Orthodoxen und Apostolischen Kirche.

- Die Heilige Synode der Äthiopisch-Orthodoxen Tewahedo-Kirche, das oberste Gremium der größten aus der Familie der Orientalisch-orthodoxen Kirchen, besteht aus allen Bischöfen der Kirche und trifft sich zweimal jährlich zu einer Vollversammlung. Zwischen diesen Versammlungen leiten der Patriarch der Kirche, versehen mit dem Titel Abuna, und seine Verwaltung die Kirchengeschäfte.

Noch zu Beginn des 20. Jahrhunderts beschränkte sich die Macht des Heiligen Synod keineswegs auf geistliche Mittel. Er verfügte auch über Truppen, die beispielsweise im sogenannten Athos-Streit, einer Auseinandersetzung um die Imjaslavie-Bewegung der Verehrung des Namens Gottes, eingesetzt wurden.